# María Gabriela Díaz
María Gabriela Díaz (Alta Gracia, Córdoba, Argentina, 2 de enero de 1981) es una ciclista argentina especialista en BMX.
Fue campeona panamericana en los Juegos Panamericanos de 2007. En la competición de los Juegos Olímpicos de Pekín 2008 finalizó quinta, obteniendo diploma olímpico. Gabriela obtuvo la medalla de bronce en los Juegos Panamericanos de 2011 y tres Campeonatos del Mundo en 2001, 2002 y 2004.